# Armada de la Unión
El término Armada de la Unión se refiera a la Armada de los Estados Unidos (USN) durante la Guerra de Secesión, cuando luchó contra la Armada de los Estados Confederados (CSN). El término a veces se usa descuidadamente para incluir barcos de guerra utilizados en los ríos del interior que estaban bajo el control del Ejército de Estados Unidos, también llamado el Ejército de la Unión.

## Etimología
Los confederados vieron a los EE. UU. Como opuestos a la esclavitud y, por lo tanto, se refirieron a ellos como abolicionistas. En consecuencia, la Armada de los Estados Unidos fue calificada por ellos como la "flota de abolición" y al ejército de los EE. UU. se lo denominó "las fuerzas de abolición".

## Misiones principales
Las misiones principales de la Armada de la Unión fueron:
1. Mantener el bloqueo de los puertos confederados al restringir todos los corredores del bloqueo; declarado por el presidente el 19 de abril de 1861 y continuó hasta el final de la Rebelión.
2. Combatir con los barcos de guerra de la confederación.
3. Llevar la guerra a lugares en los estados rebeldes que eran inaccesibles para el Ejército de la Unión, pero que podían ser alcanzados por agua.
4. Apoyar al Ejército al proporcionar fuego de apoyo y soporte en comunicaciones y transporte en los ríos del interior.

## Transformación
Para lograr esto, la Marina de la Unión tuvo que experimentar una profunda transformación, tanto técnica como institucional. Durante la guerra, los barcos de vela fueron completamente substituidos por barcos propulsados por vapor para fines de combate. Los cascos de madera fueron inicialmente protegidos por blindaje, pero pronto fueron reemplazados por hierro o acero en todas sus partes. Las armas se redujeron en número, pero aumentaron en tamaño y rango; la reducción en el número se compensó parcialmente montando cañones en torretas giratorias o haciendo pivotar los cañones en pistas curvadas de plataformas para que pudieran girarse para disparar en cualquier dirección.
Los cambios institucionales que se introdujeron durante la guerra fueron igualmente significativos. La Oficina de Ingeniería de Vapor se agregó al sistema de agencias, testimonio de la conversión de la Marina de los EE. UU. de la vela al vapor. Lo más importante desde el punto de vista de la cooperación entre el Ejército y la Armada en operaciones conjuntas, fue que el conjunto de rangos de oficiales fue redefinido de modo que cada rango en el Ejército de EE. UU. Tuviese su equivalente en la Armada. El establecimiento de los rangos de almirantes implicaron también un cambio de doctrina naval, desde favorecer operaciones de un único barco al empleo de flotas enteras.

## Los barcos

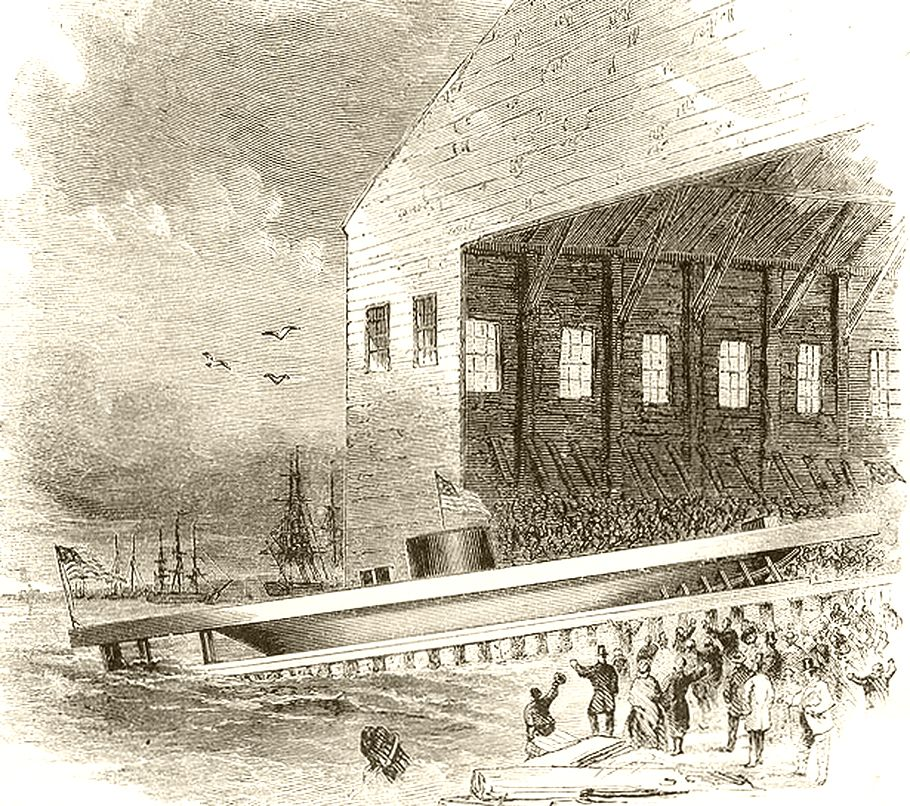
Botadura del USS Monitor

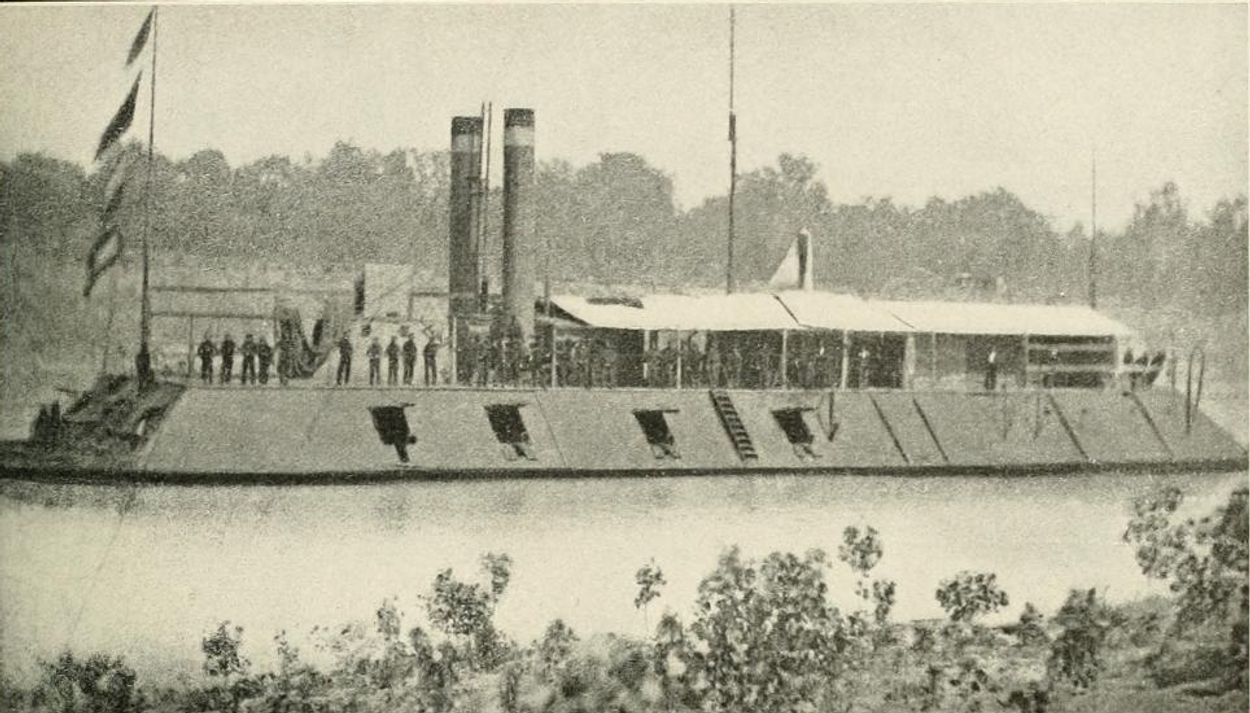
USS Cincinnati, uno de los cañoneros de Eads o Eads gunboats (Eads ironclads).

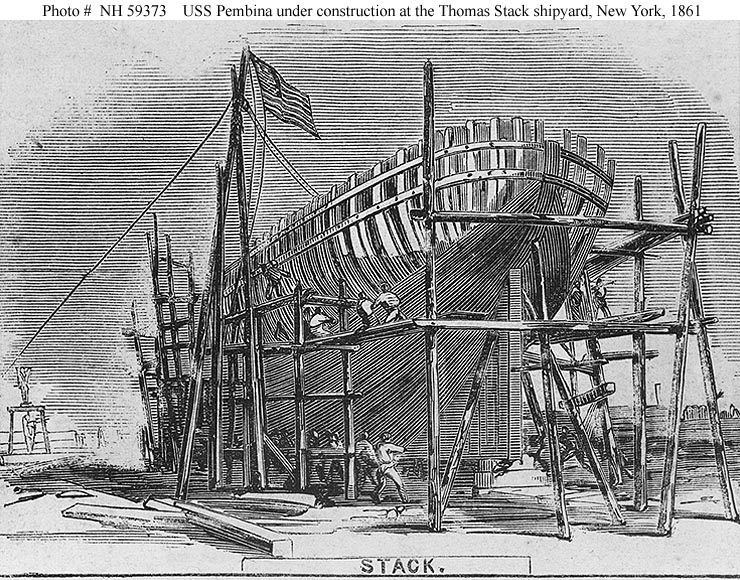
Construcción del USS Pembina 1861.

En el inicio de la guerra, la marina de la Unión tuvo 42 barcos en comisión. Otros 48 se guardaron  y se enumeraron como disponibles para el  servicio tan pronto como las tripulaciones podrían ser reunidas y entrenadas, pero pocos eran apropiados para la tarea en cuestión. La mayoría eran barcos de vela, algunos estaban irremediablemente desactualizados, uno (el USS Michigan) servía en el lago Erie y no podía trasladarse al océano. Durante el transcurso de la guerra, el número de navíos comisionados se incrementó en más de un 15, por lo que al final de la guerra la armada tenía 671 buques.

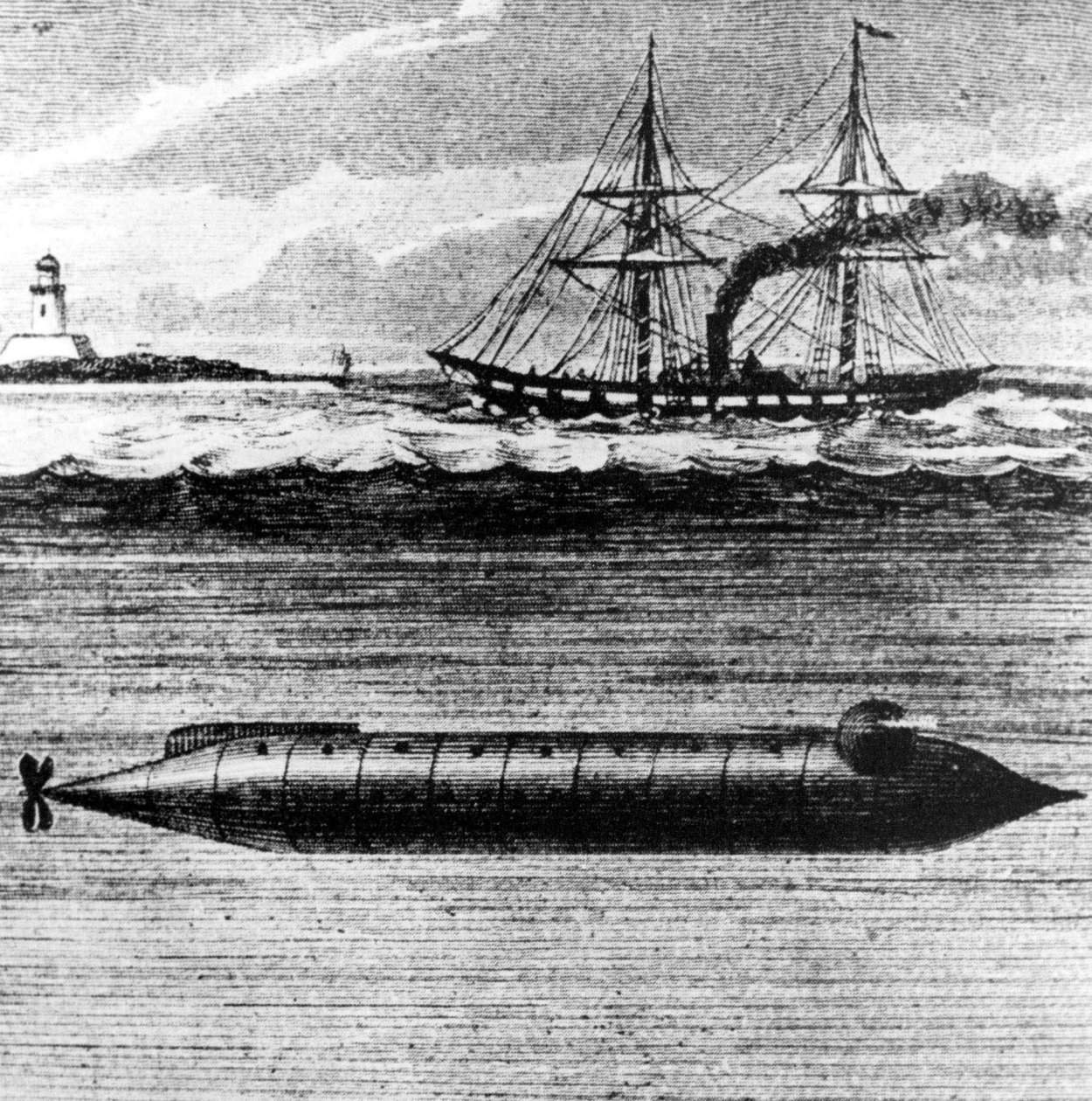
Representación de un artista contemporáneo del USS Alligator.

Aún más significativo que el aumento de los números en bruto fue la variedad de tipos de barcos que se presentaron, algunos de formas que no se habían visto anteriormente en la guerra naval. La naturaleza del conflicto, que en gran parte tuvo lugar en el interior del continente o en puertos poco profundos a lo largo de la costa, significó que los buques diseñados para su uso en mar abierto eran menos útiles que los buques más especializados. Para enfrentar las formas de combate que se produjeron, el gobierno federal desarrolló un nuevo tipo de buque de guerra, el monitor, basado en el original, USS Monitor. La armada de los EE. UU. Se hizo cargo de una clase de cañoneras blindadas creadas para el ejército de los EE. UU., pero diseñadas por personal naval, las cañoneras de Eads . La marina también diseño navíos especiales para maniobrar en las confinadas aguas de los ríos y puertos. La Marina de la Unión experimentó con submarinos antes de que la Confederación produjera su famoso CSS Hunley; el resultado, el USS Alligator falló principalmente debido a la falta de objetivos adecuados. Sobre la base de los diseños confederados, la Marina de la Unión produjo y usó torpederos, pequeñas embarcaciones que montaban torpedos de pértiga y fueron precursores tanto de los modernos tipos de buque de guerra como el destructor y el torpedero.
Debido a la prisa en su diseño y construcción, la mayoría de los buques que ingresaron a la armada en este período de rápida expansión incorporaron fallas que los harían inadecuados para su uso en un sistema permanente de defensa. En consecuencia, al final de la guerra, la mayoría de ellos pronto fueron eliminados del servicio en lugar de ser desmantelados. El número de barcos en el mar volvió a su nivel anterior a la guerra.

## La institución

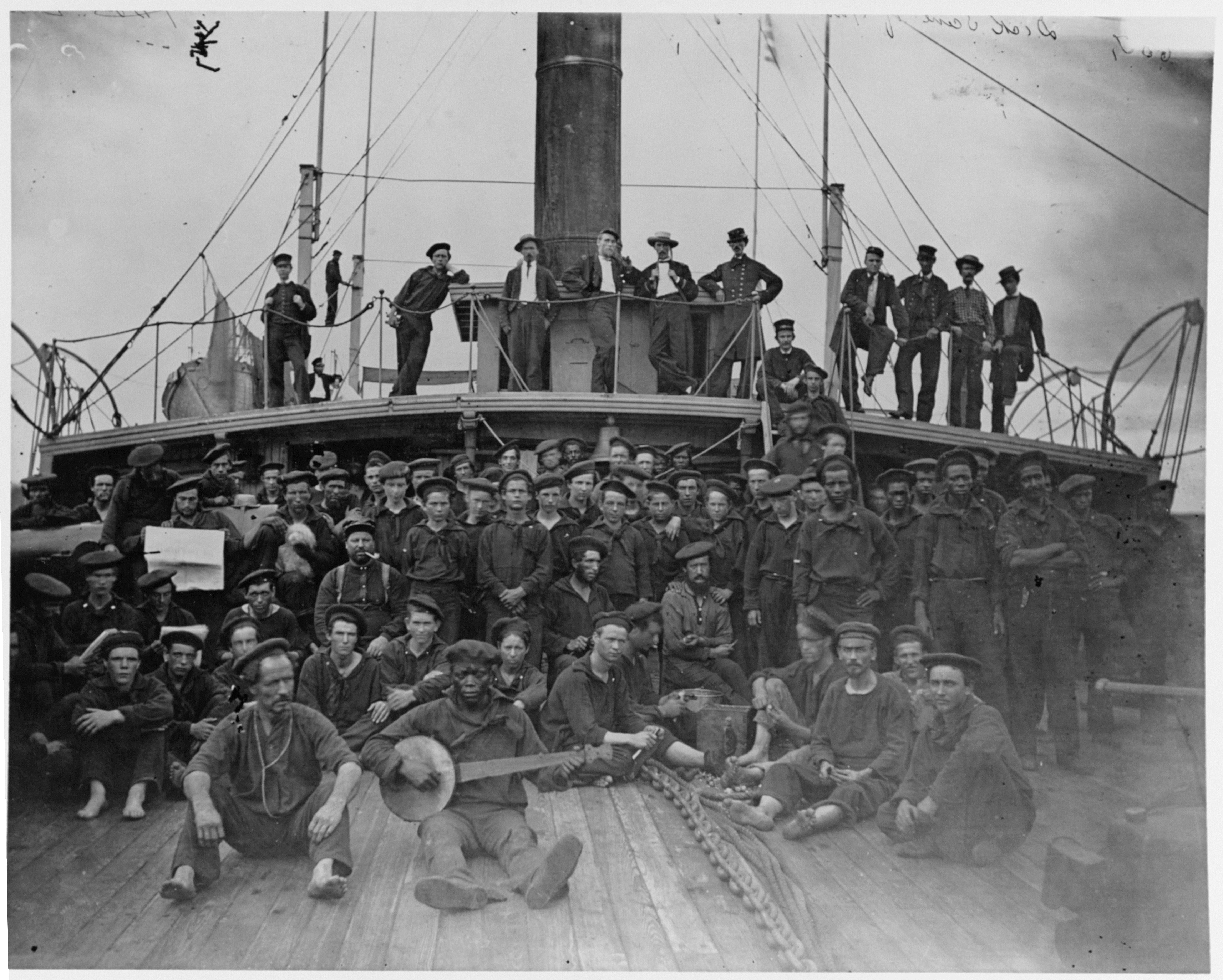
Marineros del USS Hunchback.

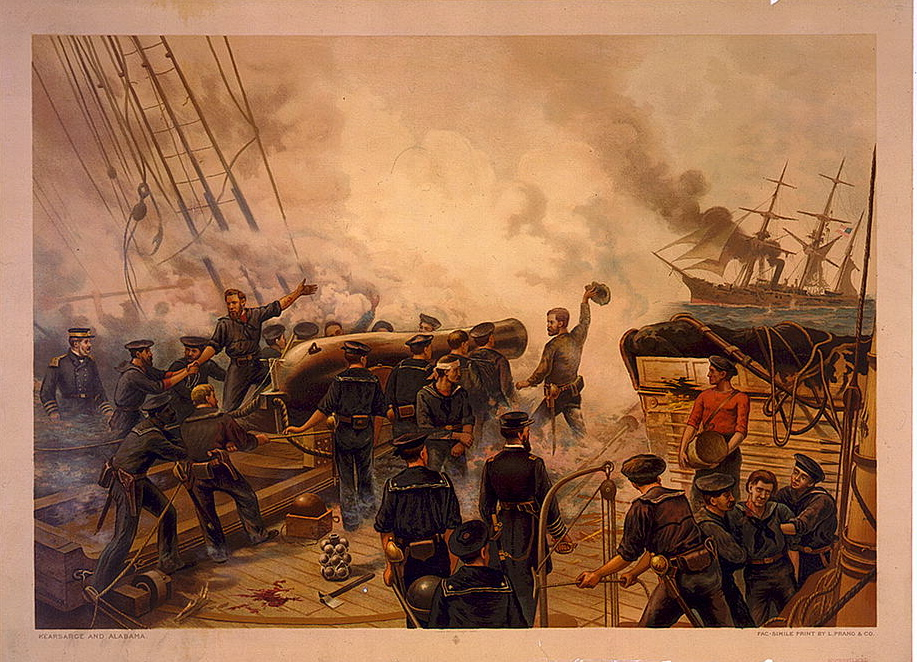
Batalla entre el USS Kearsarge y el CSS Alabama.

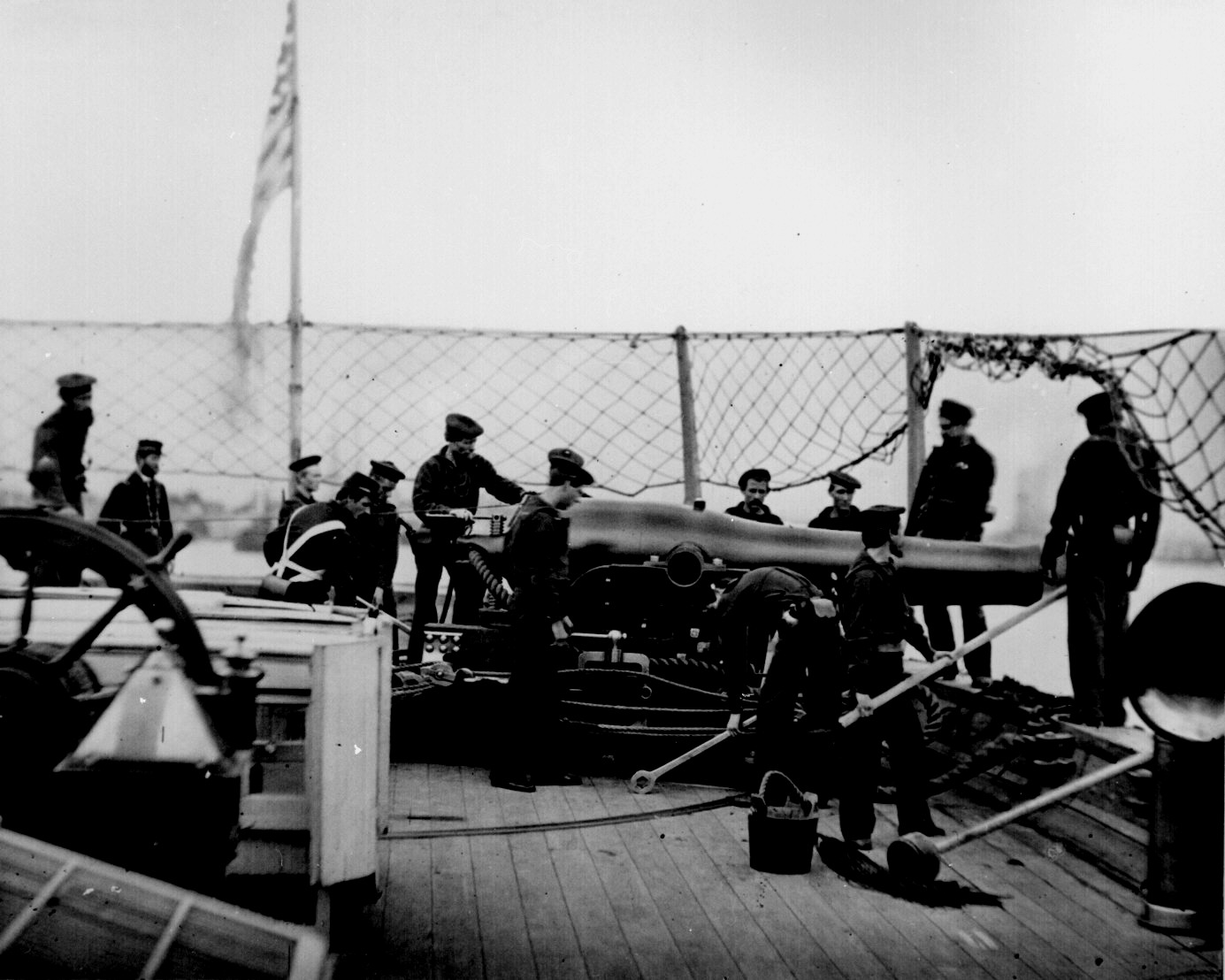
Cañón Dahlgren a bordo de una cañonera estadounidense, probablemente la USS Miami, 1864.

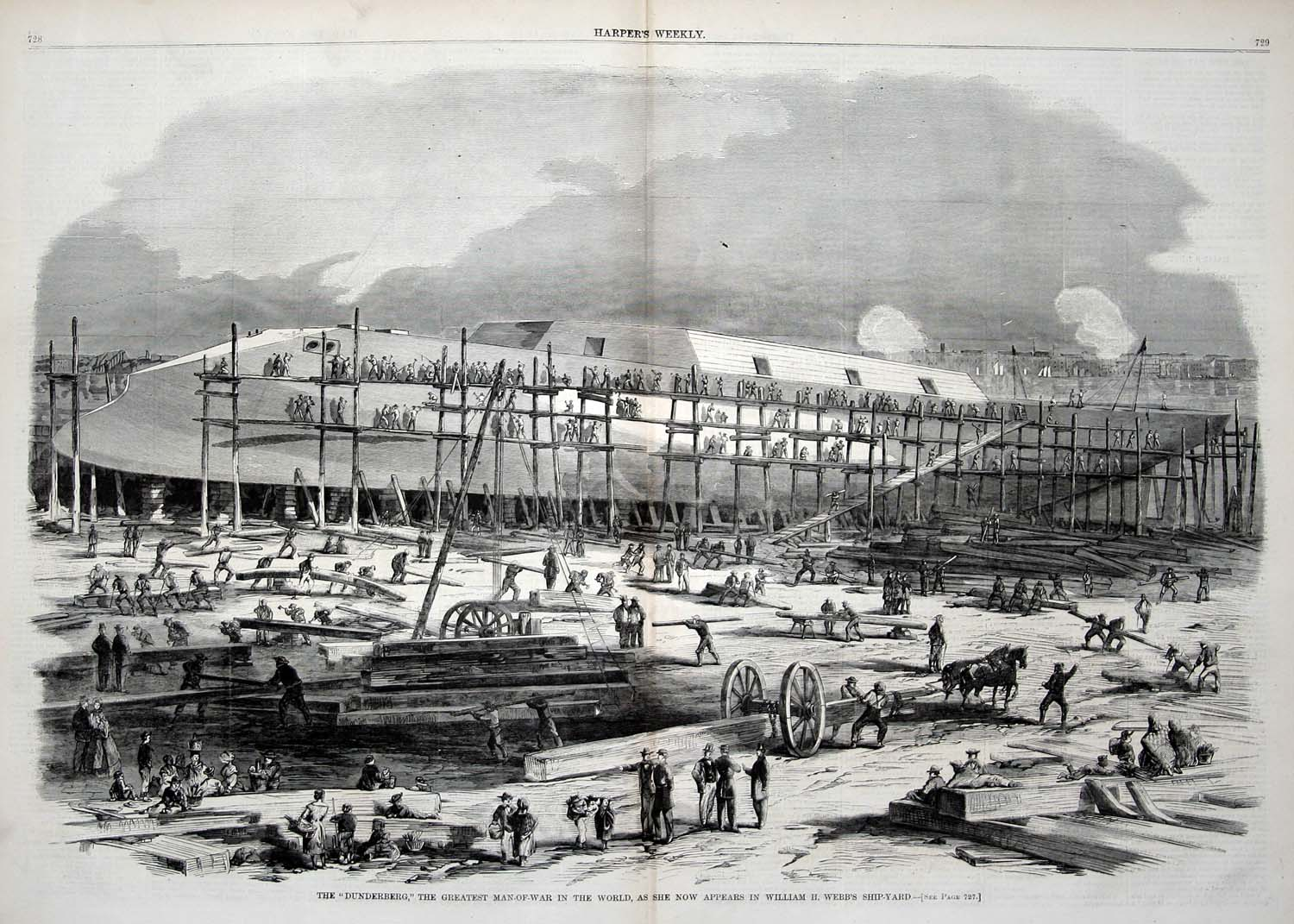
Astillero William H. Webb's de Nueva York

El rango más alto disponible para un oficial naval estadounidense cuando comenzó la guerra era el de capitán. (La constitución confederada preveía el rango de almirante, pero debía otorgarse por valor en la batalla. Ningún oficial confederado fue nombrado almirante hasta que Franklin Buchanan fue nombrado así después de la Batalla de Hampton Roads .) Esto creó problemas cuándo muchos barcos tuvieron que operar juntos, sin cadena de mando establecida claramente. Esto era peor aún, cuando la Armada trabajó con el Ejército en operaciones conjuntas, la equivalencia de rango habitual entre los dos servicios significaba que el capitán naval, equivalía a un coronel del ejército, y siempre sería inferior a cada general del ejército presente. Después de la existencia de un arreglo utilizado para el primer año de la guerra, se vio que los intereses de la nación estarían mejor atendidos organizando a la Marina siguiendo líneas más parecidas a la de la Royal Navy de Gran Bretaña. Un conjunto de rangos de oficiales se estableció en el verano de 1862 que coincidía exactamente con el conjunto de rangos del Ejército. El cambio más visible fue que a partir de ahora algunos individuos serían designados comodoro, contraalmirante, vicealmirante y, finalmente, almirante, todos los nuevos rangos formales, y equivalentes a, respectivamente, brigadier general, mayor general, teniente general y general.

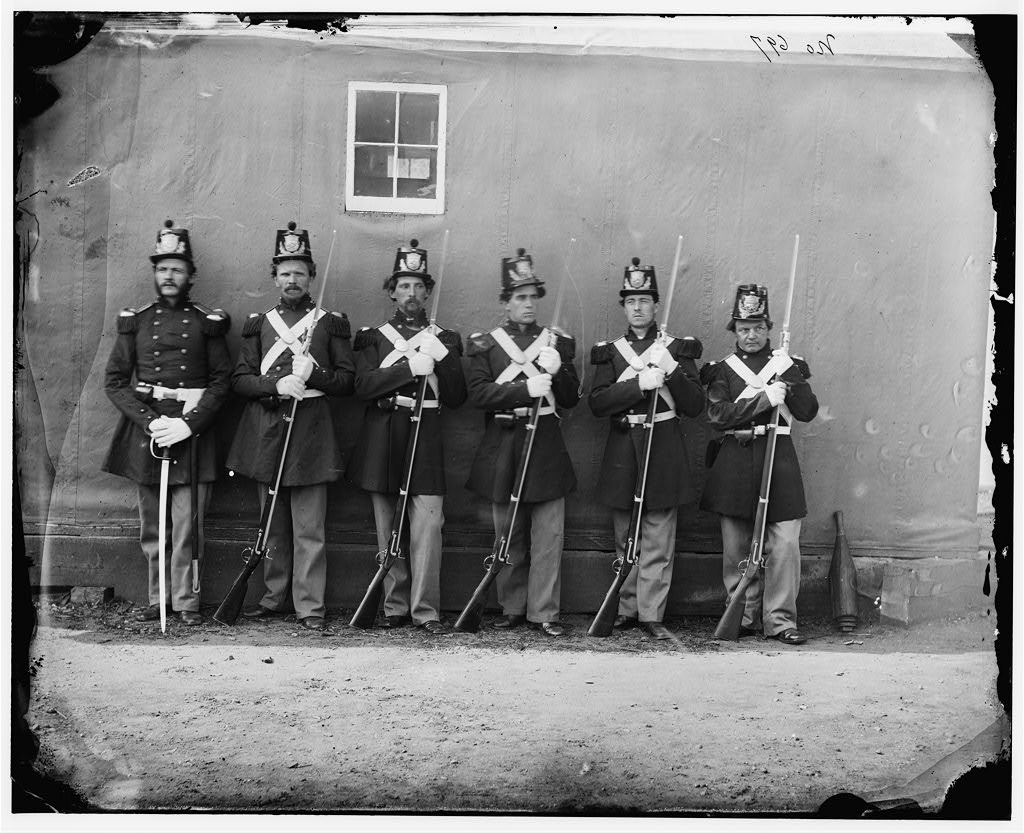
Infantes de marina de la armada de la unión 1864.

Un cambio doctrinal tuvo lugar al mismo tiempo. Antes de la guerra, la Armada de los Estados Unidos hizo hincapié en las operaciones de un solo barco, pero la naturaleza del conflicto pronto hizo necesario el uso de flotas completas. Ya en la Batalla de Port Royal (7 de noviembre de 1861), se emplearon 77 buques, incluidos 19 buques de guerra. Esta fue la expedición naval más grande que había navegado bajo la bandera estadounidense, pero su logro no duro por mucho tiempo. Las operaciones posteriores en New Orleans, Mobile y varias posiciones en el interior confirmaron la importancia de las grandes flotas en las operaciones navales modernas.

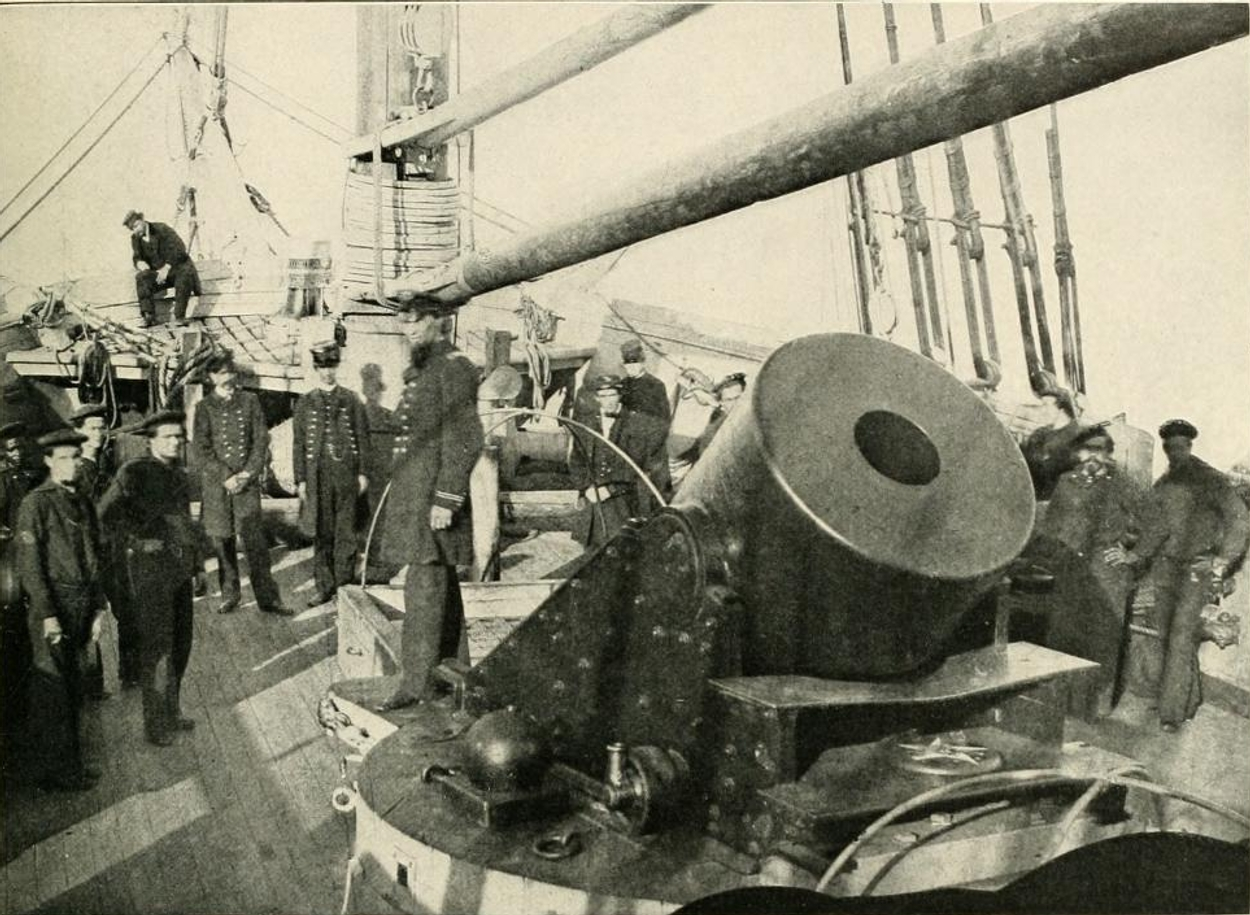
Mortero en la cubierta de un navío.

El sistema de agencias navales se revisó en el verano de 1862. Algunas de las oficinas más antiguas se reorganizaron o cambiaron sus nombres. El cambio más radical fue la creación de la Oficina de Ingeniería de Vapor. Su existencia fue testimonio del hecho de que la Marina de los EE. UU. ya no dependería de los vientos para impulsar sus naves.
Durante la guerra, la Armada de la Unión tuvo un total de 84.415 personas. La flota unionista sufrió 6.233 bajas totales con 4.523 muertes por todas las causas. 2.112 marineros de la Unión fueron muertos por acción enemiga y 2.411 murieron por enfermedad o lesión. La Armada de la Unión sufrió al menos 1.710 personas heridas en acción, heridas o discapacitadas por enfermedades. La Armada de la Unión comenzó la guerra con 8.000 hombres, 7.600 hombres alistados de todas las clasificaciones y unos 1.200 oficiales comisionados. El número de personal en la Armada de la Unión creció cinco veces su fuerza original en el estallido de la guerra. La mayoría de este personal eran voluntarios que deseaban servir en la marina temporalmente en lugar de hacer una carrera en la armada como muchos de los marineros de antes de la guerra. La mayoría de estos voluntarios fueron calificados como "Hombres de tierra" por los reclutadores lo que significa que tenían poca o ninguna experiencia en el mar en su vida civil, aunque muchos marineros de la marina mercante de la preguerra de los Estados Unidos se unieron a la armada y con frecuencia por sus antecedentes y experiencia. Una parte clave en los esfuerzos de reclutamiento de la marina era la oferta de paga más alta que un voluntario del Ejército de Unión  y la promesa de libertad más grande o la oportunidad de ver más del país y el mundo. Cuándo se presentó el registro, la Marina trató de reclutar voluntarios ofreciendo el servicio en el mar como una mejor alternativa de pago para ser reclutado que el Ejército, este incentivo estaba especialmente destinado a atraer marineros profesionales que podrían ser reclutados como cualquier otro civil y preferirían ver el combate en un entorno con el que estaban más familiarizados.

## Insignias de rangos
| Estructura de rango de oficial de la Marina de la Unión | Estructura de rango de oficial de la Marina de la Unión | Estructura de rango de oficial de la Marina de la Unión | Estructura de rango de oficial de la Marina de la Unión | Estructura de rango de oficial de la Marina de la Unión | Estructura de rango de oficial de la Marina de la Unión | Estructura de rango de oficial de la Marina de la Unión | Estructura de rango de oficial de la Marina de la Unión | Estructura de rango de oficial de la Marina de la Unión | Estructura de rango de oficial de la Marina de la Unión | Estructura de rango de oficial de la Marina de la Unión |
| Almirante                                               | Vicealmirante                                           | Contraalmirante                                         | Comodoro                                                | Capitán                                                 | Comandante                                              | Teniente Comandante                                     | Teniente                                                | Master                                                  | Ensign                                                  |                                                         |
| ------------------------------------------------------- | ------------------------------------------------------- | ------------------------------------------------------- | ------------------------------------------------------- | ------------------------------------------------------- | ------------------------------------------------------- | ------------------------------------------------------- | ------------------------------------------------------- | ------------------------------------------------------- | ------------------------------------------------------- | ------------------------------------------------------- |

## El bloqueo

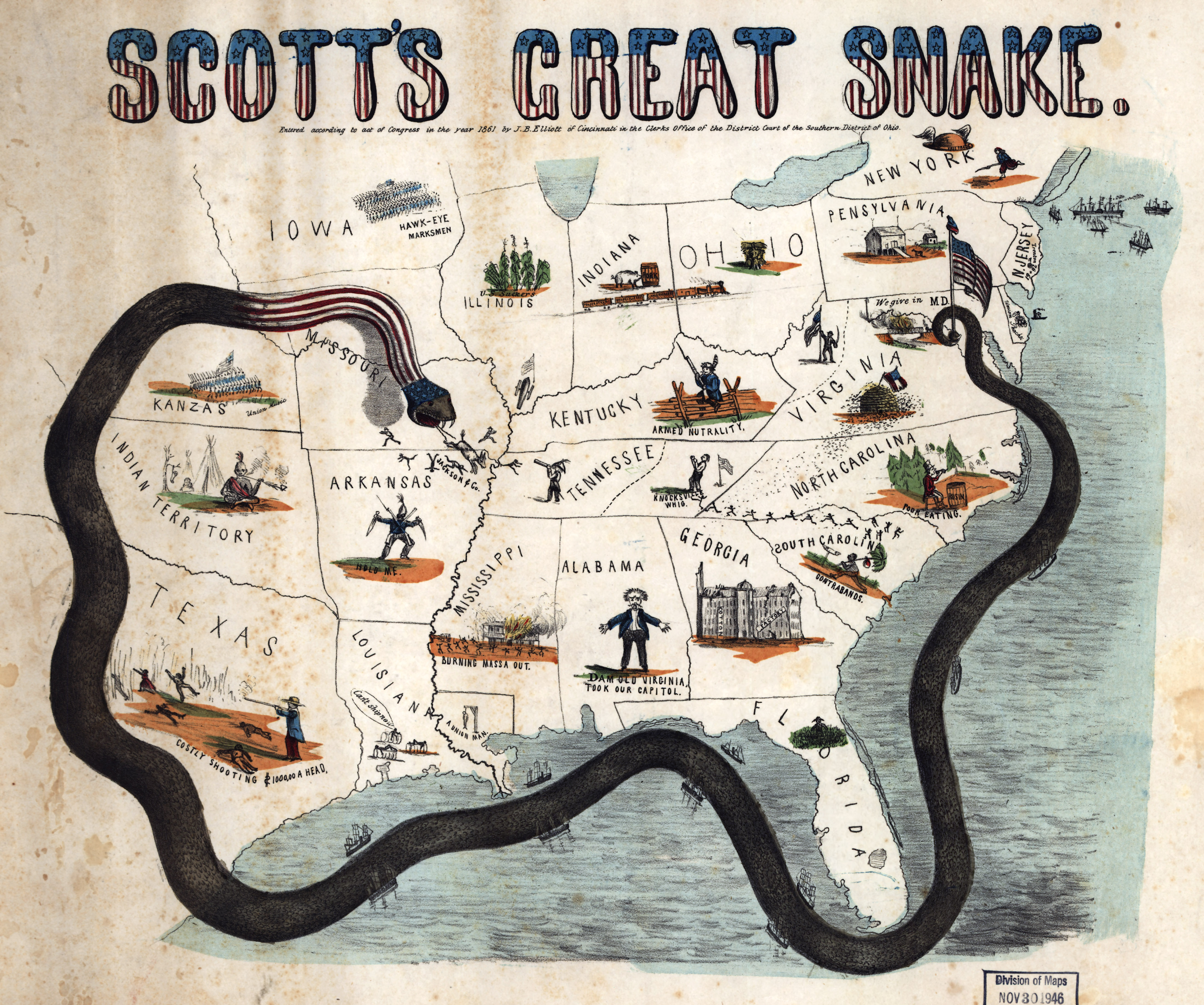
Plan anaconda, el bloqueo de los puertos sureños.

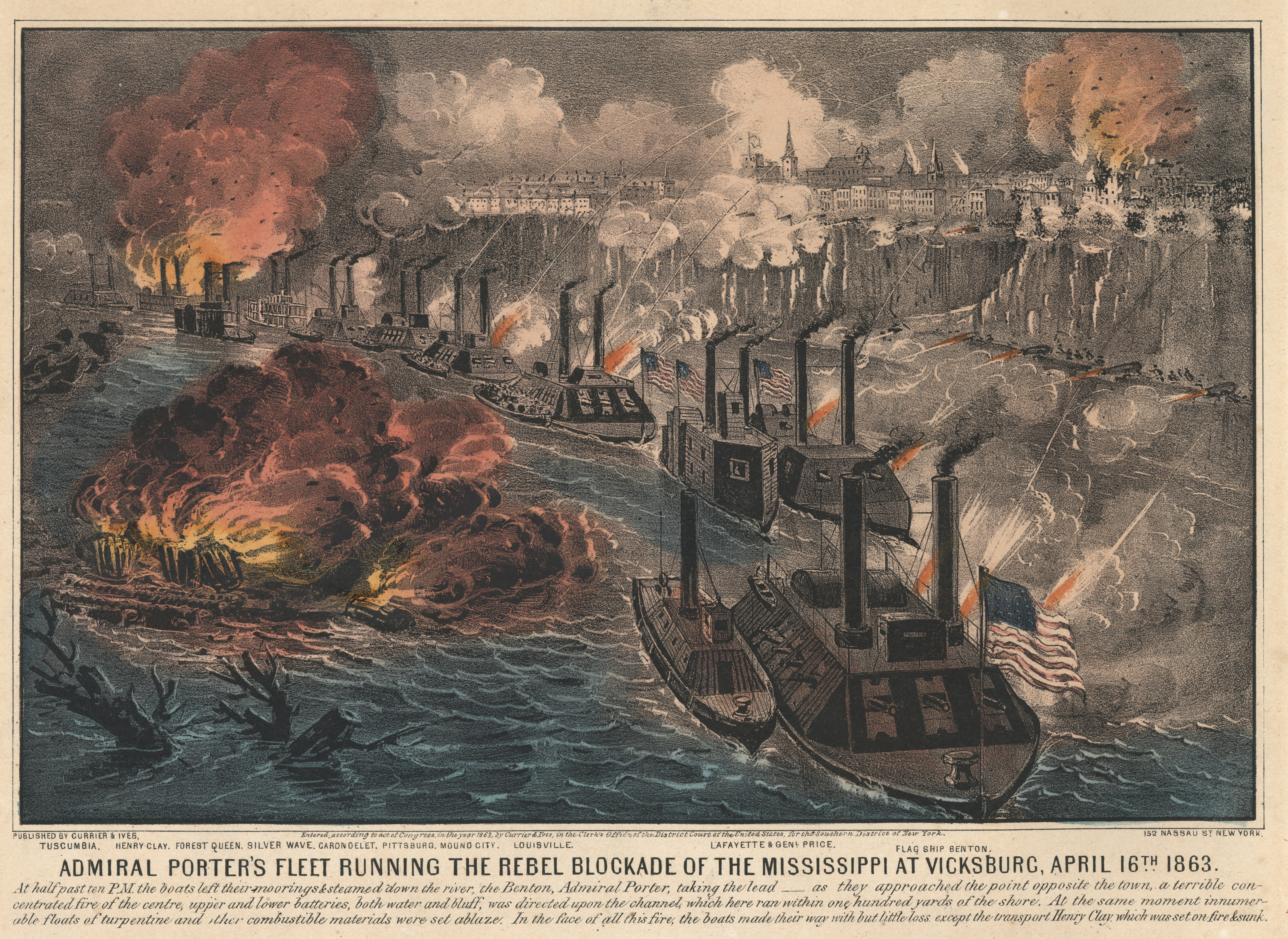
Bombardeo de Vicksburg.

El presidente Abraham Lincoln proclamó el bloqueo de todos los puertos en los estados sececionados el 19 de abril de 1861, uno de los primeros actos de su administración tras el bombardeo de Fort Sumter . Exista mayoritariamente sobre papel en los días tempranos del conflicto, pero se hizo cada vez más intenso a medida que este continuaba. Aunque el bloqueo nunca fue perfecto, contribuyó al aislamiento del sur y aceleró la devaluación de su moneda.
Para la administración del bloqueo, la Marina se dividió en cuatro escuadrones: los escuadrones de bloqueo del Atlántico Norte, Atlántico Sur, Golfo del Este y Golfo del Oeste. (Un quinto escuadrón, el Escuadrón del Río del Misisipi, se creó a finales de 1862 para operar en la campaña de Vicksburg y  por sus consecuencias, no estuvo involucrado con el bloqueo).

## Invasión

Captura de Nueva Orleans

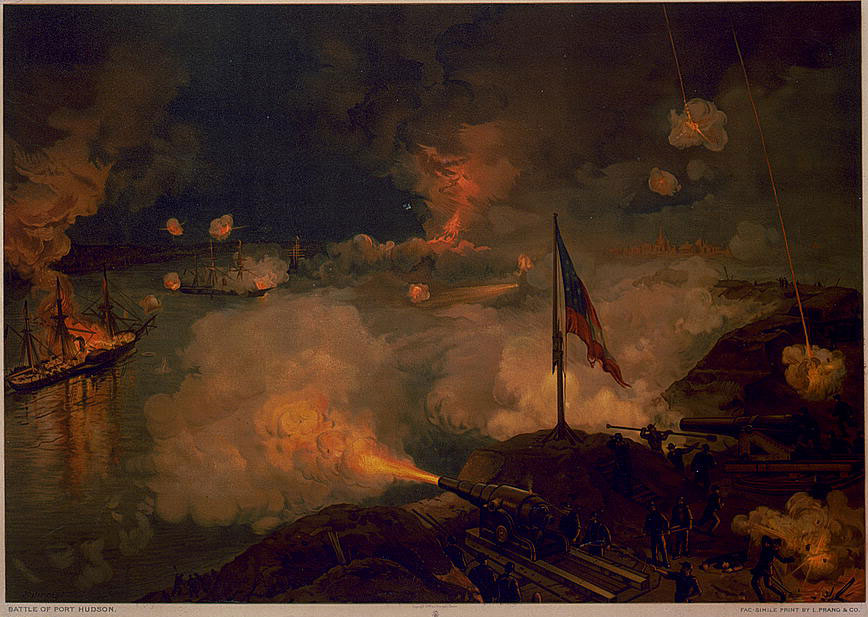
Batalla de Port Hudson Davidson.

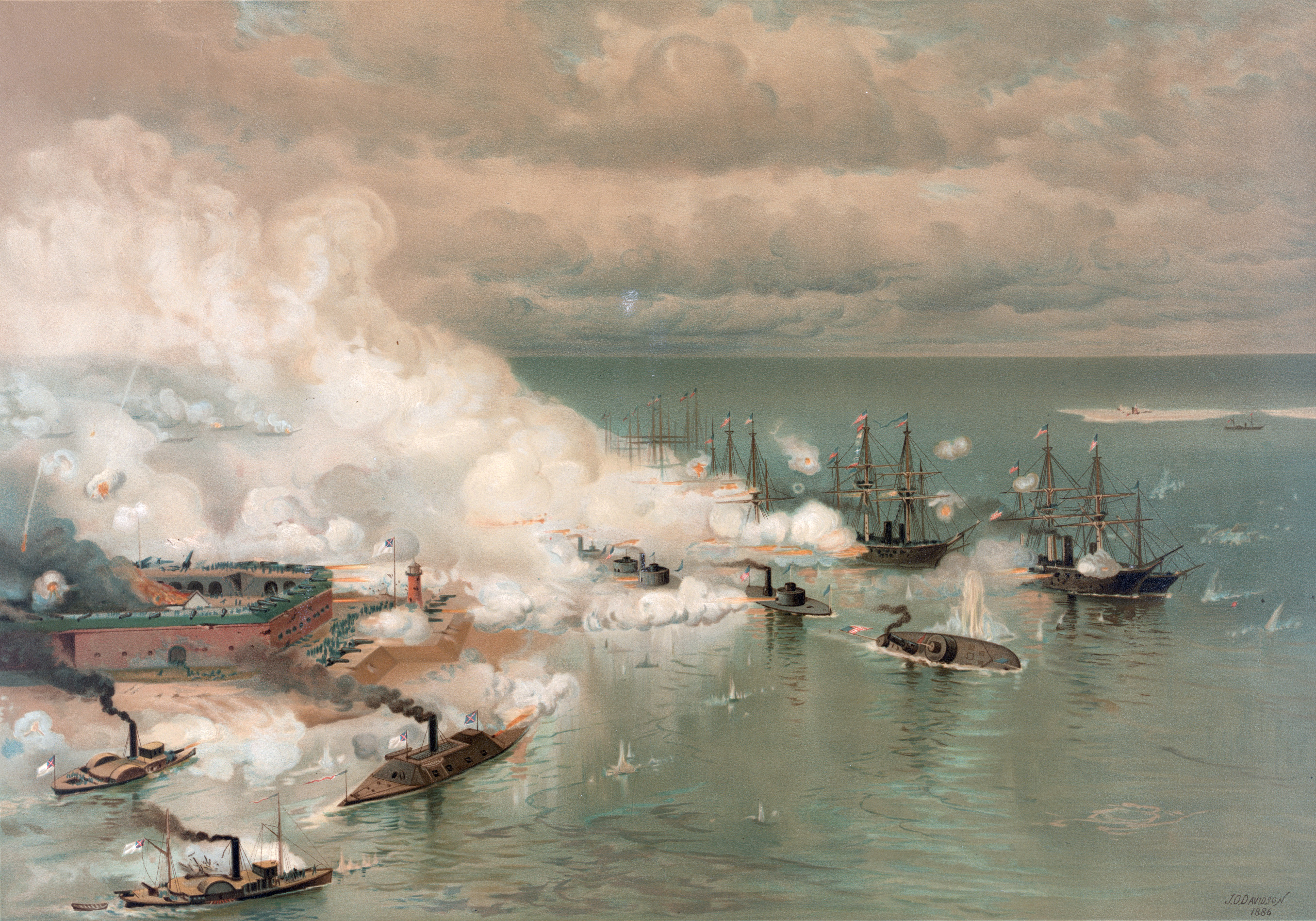
Batalla de la bahía de Mobile.

Dos invasiones tempranas del sur tenían como objetivo principal mejorar el bloqueo y luego generar nuevas acciones. Después de la captura de Cape Hatteras, gran parte del este de Carolina del Norte pronto fue ocupada por el Ejército de la Unión. El éxito fácil en Carolina del Norte no se repitió después de la toma de Port Royal en Carolina del Sur, ya que la resistencia determinada impidió una expansión significativa de la cabeza de playa allí. Charleston no cayó hasta los últimos días de la guerra. La captura más tardía de Fernandina, Florida estuvo pretendida desde el inicio para proporcionar un anclaje en el sur para el bloqueo Atlántico. Esto condujo a la captura de Jacksonville y los estrechos sureños de Georgia, pero esto no era parte de un esquema de conquista más grande. Reflejaba principalmente una decisión del gobierno confederado de retirarse de la costa, con la excepción de unos pocos puertos importantes. Al final de la guerra, Mobile Bay fue tomada por acción de la flota, pero no hubo un intento inmediato de tomar Mobile.
La captura de Nueva Orleans estuvo solo marginalmente relacionada con el bloqueo, ya que Nueva Orleans ya estaba bastante bien bloqueada. Fue importante, sin embargo, por varias razones. El paso de la flota  de Farragut por los fuertes debajo de la ciudad, mostró que las fortificaciones fijas no podían defenderse contra una flota que funcionaba con vapor, lo que fue crucial para el surgimiento de la importancia de la Marina  en igualdad al Ejército en la defensa nacional. También demostró la posibilidad de atacar a la Confederación a lo largo de la línea del río Misisipi, y por lo tanto era un predecesor importante, incluso vital, de la campaña que finalmente dividió a la Confederación. Finalmente, puso en duda la capacidad de la Confederación para defenderse, y así dio a las naciones europeas razones para no otorgar el reconocimiento diplomático.
La última acción naval importante de la guerra fue el segundo asalto a Fort Fisher, en la desembocadura del río Cape Fear en Carolina del Norte. Fue una de las pocas acciones de la guerra en la costa en la que el Ejército y la Armada cooperaron plenamente. La captura del fuerte selló Wilmington, el último puerto confederado para permanecer abierto. Con la muerte de la Confederación siguiendo en poco más de tres meses.